# Anton Srholec

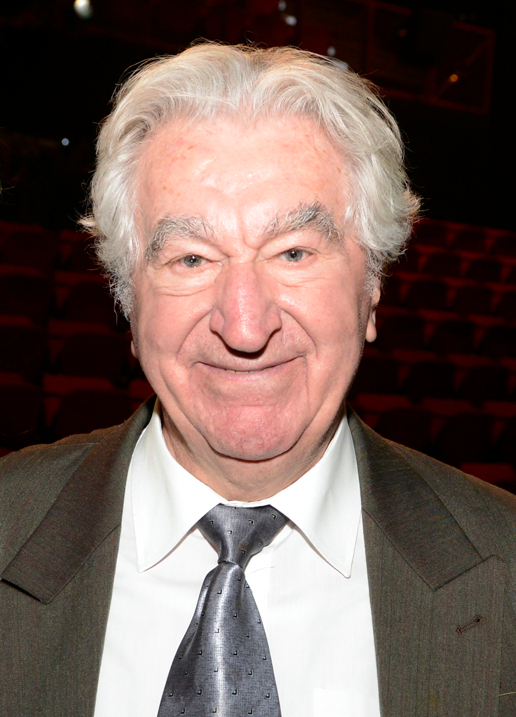
Srholec em dezembro de 2014.

Anton Srholec (Skalica, 12 de junho de 1929 - Bratislava, 7 de janeiro de 2016) foi um sacerdote católico romano e salesiano eslovaco. Ele também foi um escritor, ativista pela caridade e chefe do centro Resota para pessoas sem-teto em Bratislava.